# Негрейра
Негрейра (гал. Negreira, ісп. Negreira) — муніципалітет в Іспанії, у складі автономної спільноти Галісія, у провінції Ла-Корунья. Населення — 6941 осіб (2009).
Муніципалітет розташований на відстані близько 500 км на північний захід від Мадрида, 60 км на південний захід від Ла-Коруньї.
Муніципалітет складається з такихх паррокій: Альвіте, Аро, Арсон, Броньйо, Бугальїдо, Кампело, Камполонго, Ковас, Гонте, Ландейра, Ліньяйо, Логроса, Луейро, Негрейра, А-Пена, Портор, Шальяс, Сас.

## Географія
Через муніципалітет протікає річка Тамбре.

## Демографія
Динаміка населення (INE ):

## Галерея зображень

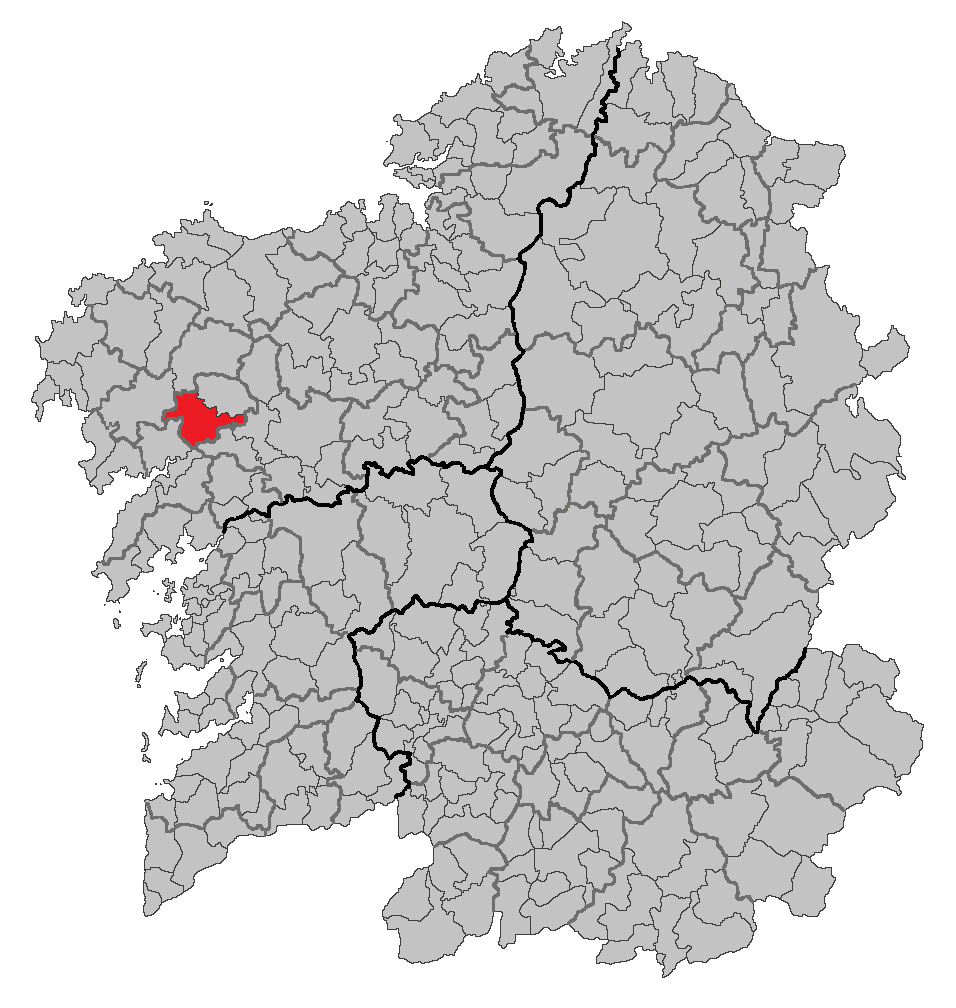
Розташування муніципалітету
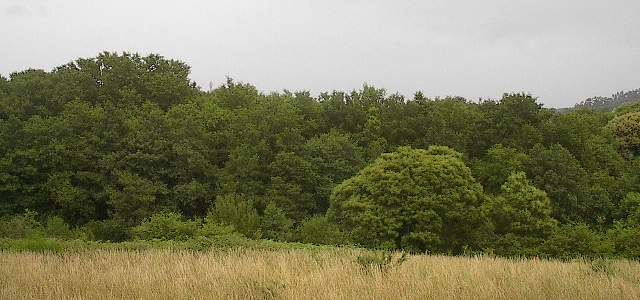
Ліс поблизу Негрейри
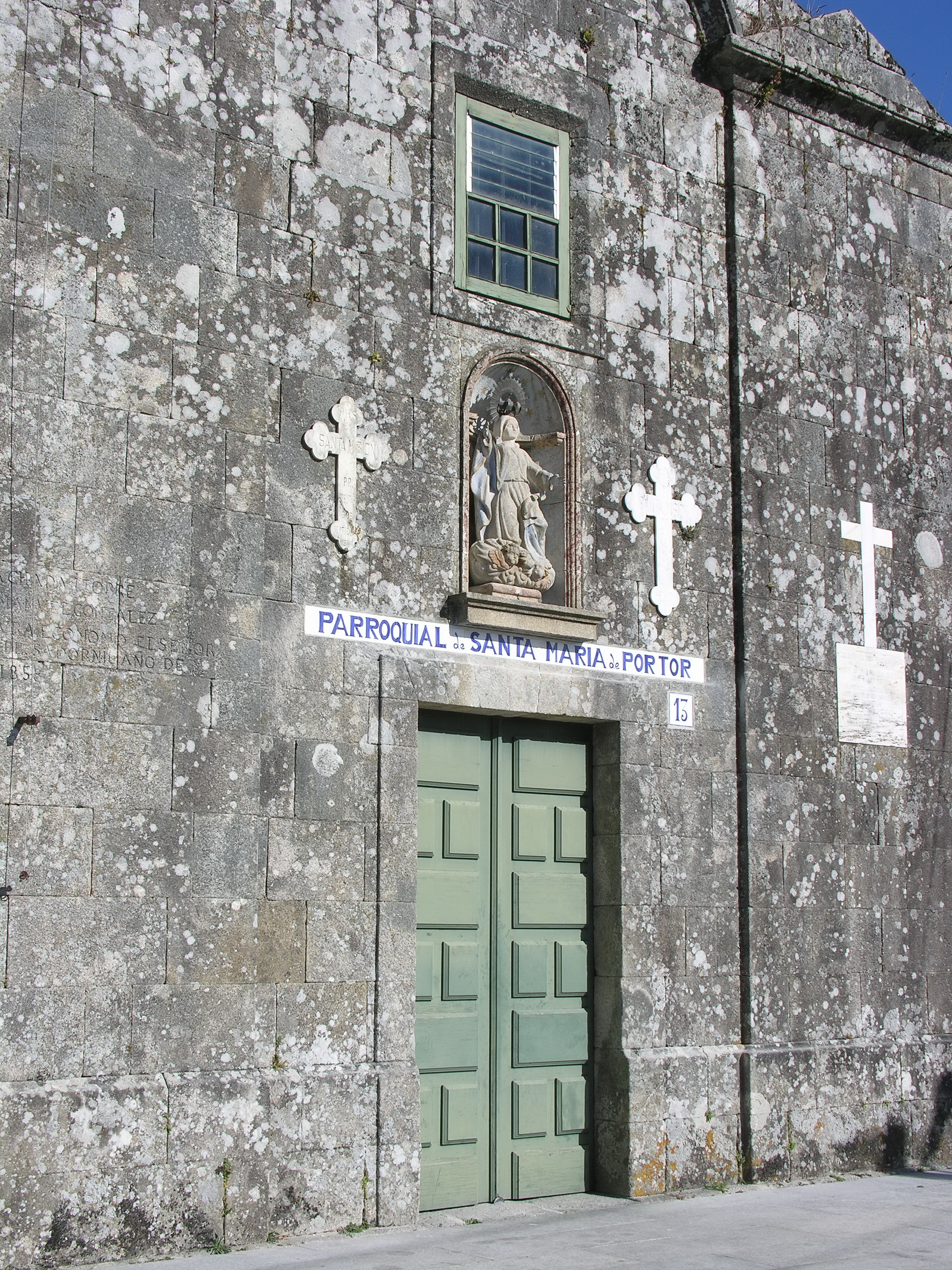
Вхід до парафіяльної церкви
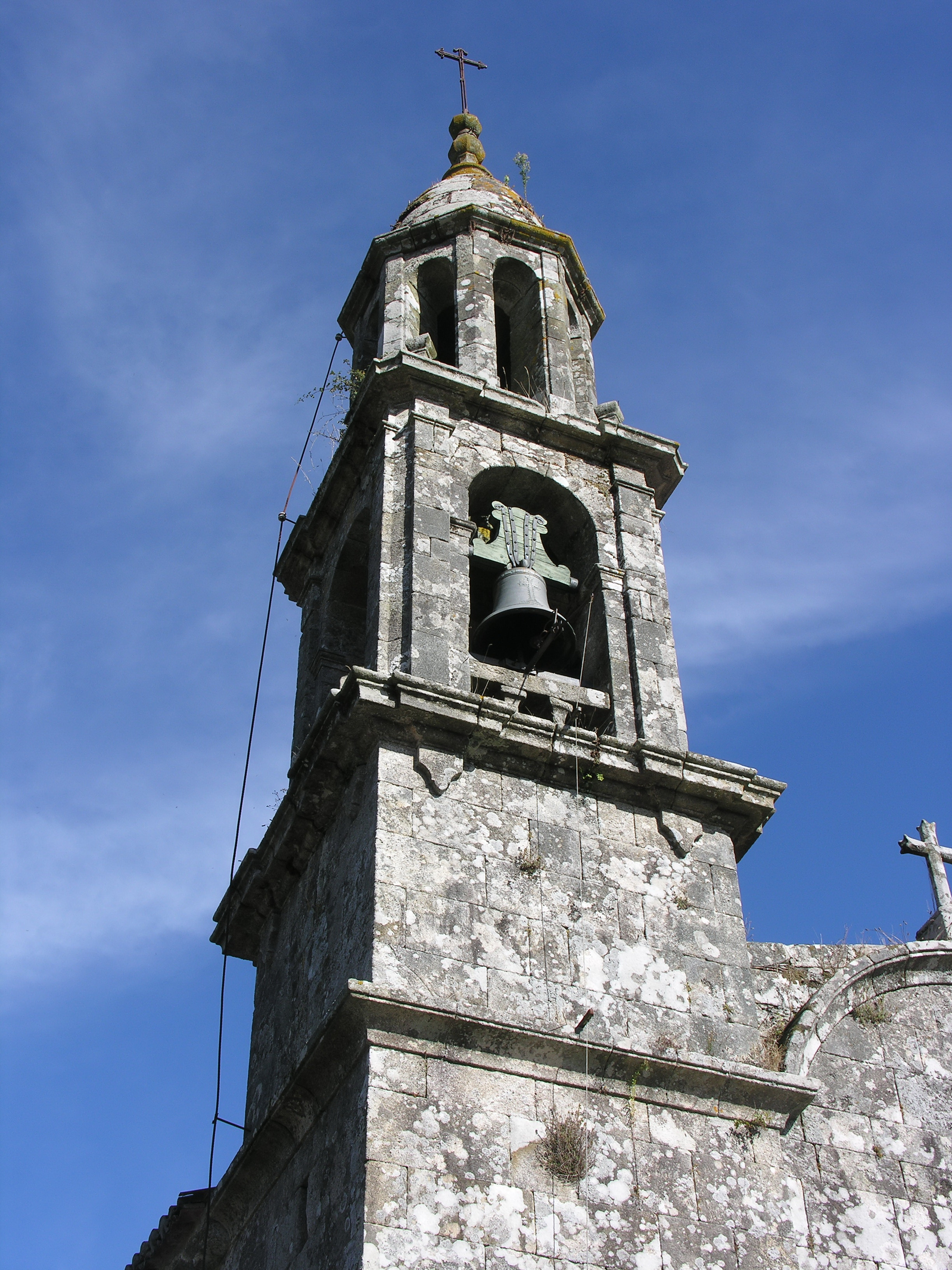
Дзвіниця парафіяльної церкви
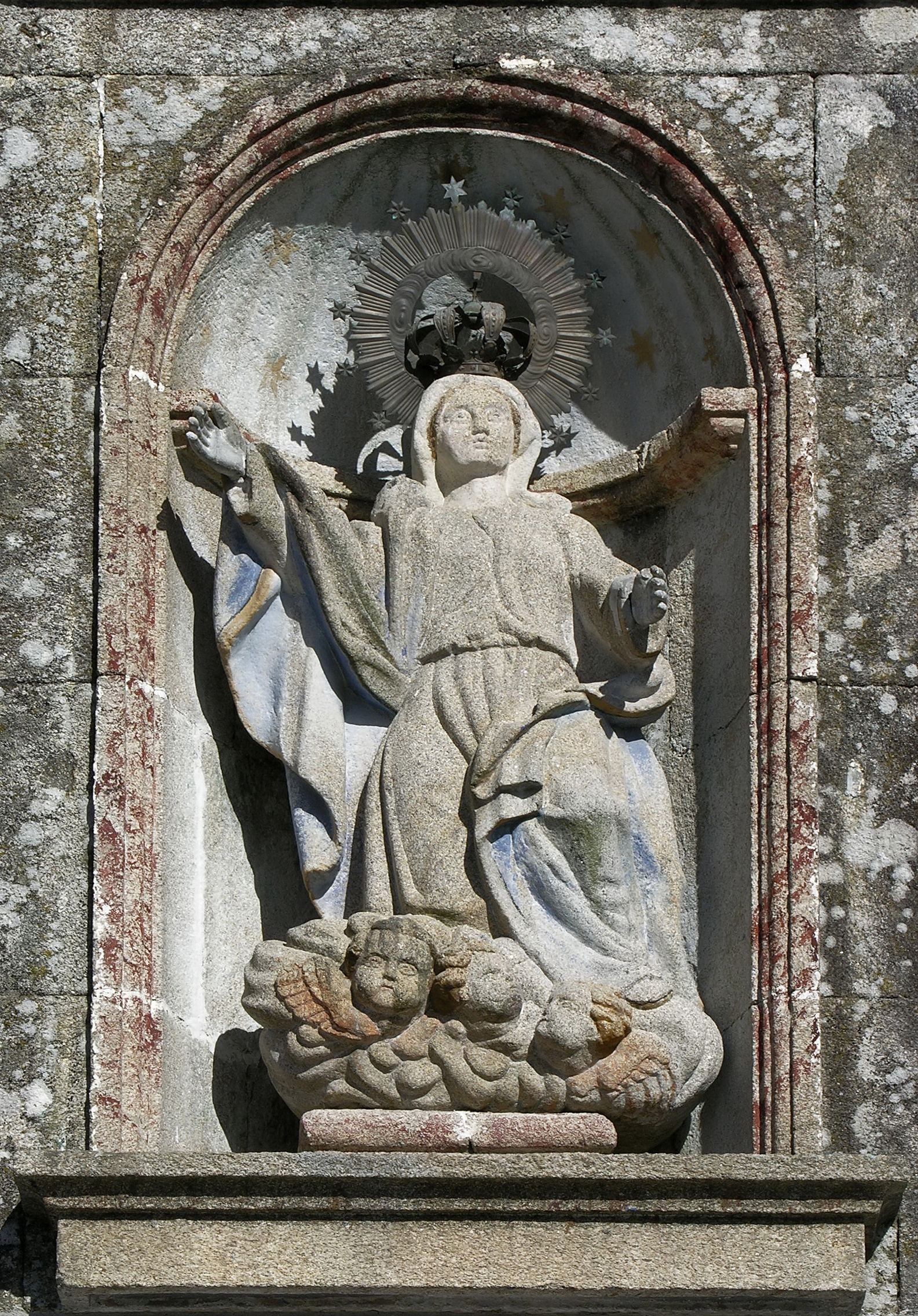
Фрагмент церкви